# Gorefest
Gorefest foi uma banda de death metal dos Países Baixos que incorporava rock 'n' roll e hard rock ao metal.

## Discografia

### Álbuns de estúdio
- Mindloss (1991)
- False (1992)
- Erase (1994)
- Soul Survivor (1996)
- Chapter 13 (1998)
- La Muerte (2005)
- Rise to Ruin (2007)

### EPs e singles
- Live Misery (EP) (1992)
- Fear (EP) (1994)
- Freedom (Single) (1996)

### Álbuns ao vivo
- The Eindhoven Insanity (1994)

### Compilações
- 5 Years Nuclear Blast (1993)
- The Ultimate Collection Part 1 - Mindloss & Demos (2005)
- The Ultimate Collection Part 2 - False & Erase + Bonus (2005)
- The Ultimate Collection Part 3 - Soul Survivor & Chapter 13 + Bonus (2005)
- To Hell and Back – A Goreography (2005)
- The Demos (2012)

### Splits
- Where Is Your God Now...? (com o Acrostichon, Sinister, Dead Head e Disfigure) (1990)
- Nuclear Blast Promo EP II (com o Macabre, Benediction e Mortification) (1993)
- Black Winter Day / Fear (com o Amorphis) (1995)
- Love Nation Sugarhead / Freedom (com o Pyogenesis) (1996)

### Demos
- Tangled in Gore (1989)
- Horrors in a Retarded Mind (1990)